# Oensel (Limburg)
Oensel (Limburgs: Oansel) is een buurtschap in de gemeente Beekdaelen, in het zuiden van de Nederlandse provincie Limburg. Een oude benaming is "Onzel". De plaats hoorde tot 1982 grotendeels bij de voormalige gemeente Schimmert, een ander gedeelte (waaronder de buurtschap Kling) hoorde bij de gemeente Beek. Oensel telt circa 40 huizen en boerderijen waar (in 2017) ongeveer 105 mensen wonen.
De Oenselderhof is de oudste nog bestaande boerderij uit de 14e eeuw en ligt tussen Oensel, de Kling, Kelmond en Ulestraten, aan de Gewandeweg en is verklaard tot rijksmonument. Deze Oenselderhof was met zijn goederen een leenhof die toebehoorde aan de Grootproosdij St. Servaas. Deze proostdij was gezeteld op het Hof van Oensel bij Maasmechelen. Na verloop van tijd groeide bij de hof een gehucht dat uiteindelijk ook Oensel werd genaamd. De Oenselderhof moet niet verward worden met de boerderij genaamd "hof van Oensel". De hof van Oensel is een bakstenen carréboerderij die aan de Haagstraat ligt. Langs de weg van Schimmert naar Kelmond staan nog enkele oude boerderijen.
Dorpen: Aalbeek · Amstenrade · Arensgenhout · Bingelrade · Doenrade · Hulsberg · Jabeek · Merkelbeek · Nuth · Oirsbeek · Puth · Schimmert · Schinnen · Schinveld · Sweikhuizen · Vaesrade · Wijnandsrade

Buurtschappen en gehuchten: Bovenste Puth · Brand · Breinder · Brommelen · Daniken (deels) · Douvergenhout · Etzenrade · Gracht · Grijzegrubben · Haasdal · Hegge · Heisterbrug · Helle · Hellebroek · Hommert · Hunnecum · Kamp · Kathagen · Klein-Doenrade · Kleingenhout · Kling · Kruis · Laar · Leeuw · Nagelbeek · Nierhoven · Oensel · Onderste Puth · Op de Bies · Op den Hering · Oppeven · Reuken · Swier · Terstraten · Tervoorst · Thull · Viel · Vink · Wintraak · Wissengracht · Wolfhagen

Limburg: Steden en dorpen      Nederland: Provincies · Gemeenten